# Deux-Sèvres
Deux-Sèvres (IPA: [døˈsɛvʁ]) a 83 eredeti département egyike, amelyeket a francia forradalom alatt 1790. március 4-én hoztak létre, nagyrészt az egykori Poitou tartományból.

## Elhelyezkedése
Franciaország nyugati részén, Új-Aquitania régióban fekszik.

## Települések
| Kerület   | Lakos (2010) | Terület (km²) | Kanton | Önkormányzat |
| --------- | ------------ | ------------- | ------ | ------------ |
| Bressuire | 18.615       | 1623          | 7      | 64           |
| Niort     | 57.325       | 2792          | 18     | 166          |
| Parthenay | 10.478       | 1585          | 8      | 77           |

### Legnagyobb városok
- Niort
- Bressuire
- Parthenay